# Julia Garner
Julia Garner (* 1. února 1994, New York, New York, Spojené státy americké) je americká herečka. Proslavila se rolí Ruth Langmoreové v kriminálním seriálu Ozark (2017–2022) společnosti Netflix, za svůj výkon v seriálu získala uznání kritiků, tři ceny Emmy za nejlepší herečku ve vedlejší roli v dramatickém seriálu v letech 2019, 2020 a 2022 a Zlatý glóbus nejlepší herečku ve vedlejší roli v komediálním nebo dramatickém seriálu v roce 2023.
Mimo to si také zahrála v dramatickém seriálu Takoví normální Američané (2015–2018), minisérii Maniak (2018) a true crime seriálu Špinavej John (2018–2019). Dále ztvárnila titulní roli v dramatické minisérii Neskutečná Anna (2022), za níž obdržela nominace na cenu Emmy a Zlatý glóbus.
Hlavni role ztvárnila ve filmech Elektrické děti (2012), Takoví jsme (2013), Babi (2015), Asistentka (2019), The Royal Hotel (2023) a Vlčí muž (2025). Hrála také ve filmech Martha Marcy May Marlene (2011), Charlieho malá tajemství (2012), Sin City: Ženská, pro kterou bych vraždil (2014).

## Kariéra
Garner zaznamenala svůj filmový debut ve svých 17 letech ve filmu Martha Marcy May Marlene z roku 2011, v němž ztvárnila roli Sarah.
V roce 2012 ji režisér David Chase pozval, aby ztvárnila malou roli ve filmu Not Fade Away, kterou napsal speciálně pro ni. Její první hlavní roli ztvárnila ve filmu Elektrické děti. V roce 2013 hrála po boku Ashley Bellové v hororovém filmu The Last Exorcism Part II a ztvárnila hlavní postavu v americkém remaku mexického hororu Takoví jsme.
V roce 2014 ztvárnila ve filmu Sin City: Ženská, pro kterou bych vraždil novou postavu Marcie, mladou striptérku, která se křížila s další novou postavou Johnnym, kterého ztvárnil Joseph Gordon-Levitt. Bylo to poprvé, kdy natáčela u greenscreenu.
V roce 2015 ztvárnila hlavní roli v komedii režiséra Paula Weitze Babi po boku Lily Tomlin. Garner v komedii ztvárnila dospívající studentka žádající svou lesbickou babičku o potrat. V roce 2016 se objevila v jedné epizodě seriálu Girls společnosti HBO.
Garner pokračovala s herectvím v televizi a byla obsazena do vedlejší role ve třetí sérii thrilleru Takoví normální Američané společnosti FX. V roli pokračovala až do šesté série. V roce 2016 měla debutovat mimo Broadway ve hře Smokefall v MCC Theater, ale musela během zkoušek odstoupit kvůli rozporu v plánování.
V roce 2017 ztvárnila hlavní roli Ruth Langmoreové v první řadě amerického kriminálního seriálu Ozark po boku Jasona Batemana a Laury Linneyové. V roli se objevila i v následujících třech řadách, které měly premiéru v letech 2018, 2020 a 2022. Role jí vysloužila uznání kritiků a získala mnoho ocenění, včetně tří cen Emmy za nejlepší ženský herecký výkon ve vedlejší roli v dramatickém seriálu v letech 2019, 2020 a 2022, jednoho Zlatého glóbu za nejlepší ženský herecký výkon ve vedlejší roli (komedie / drama) a tří nominací na Cenu Sdružení filmových a televizních herců za nejlepší ženský herecký výkon v seriálu (drama).
V roce 2018 se objevila v minisérii Maniak, kde ztvárnila vedlejší postavu Ellie, sestru postavy Emmy Stoneové. Téhož roku také ztvárnila hlavní roli v kriminálním seriálu Špinavej John.

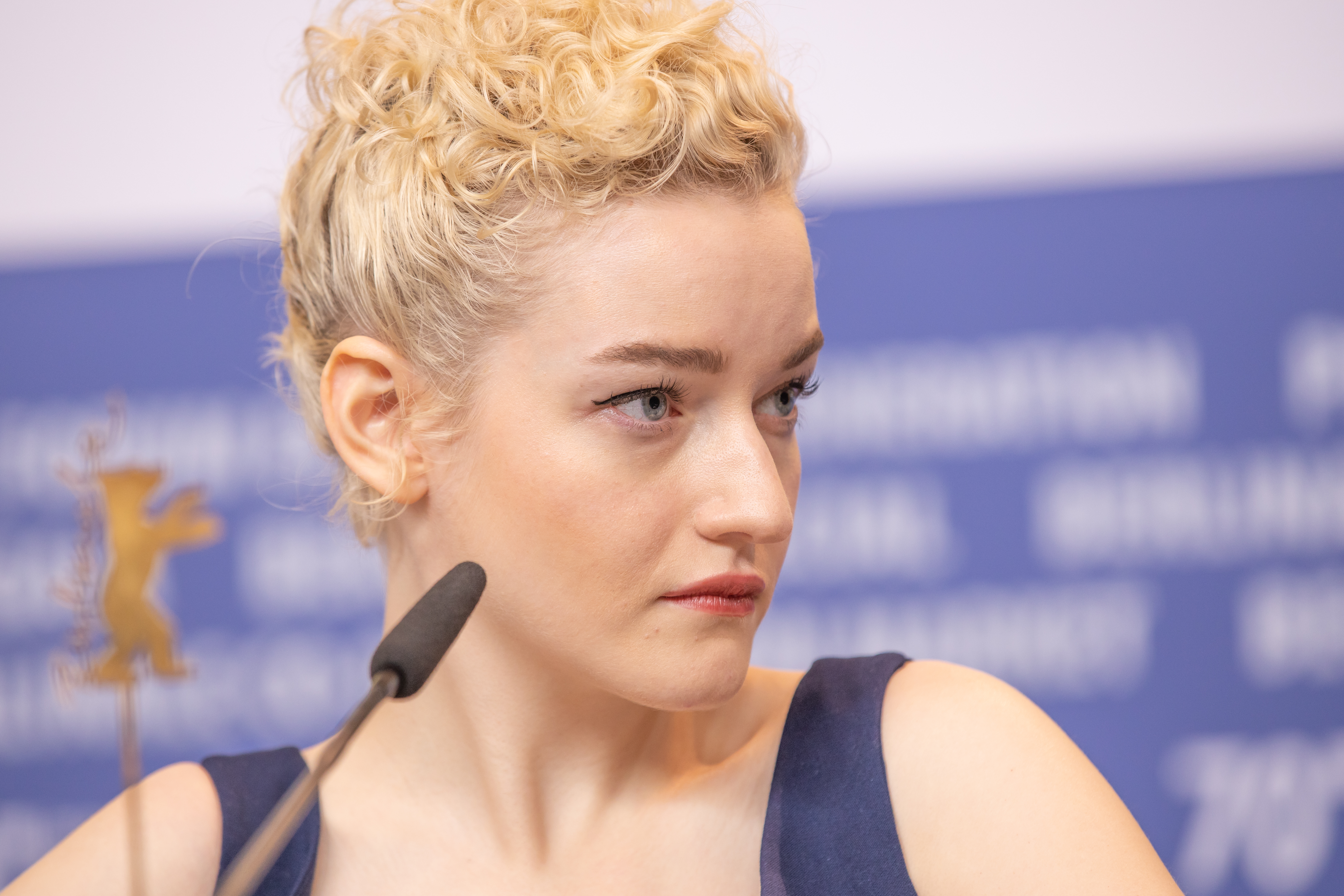
Garner na 70. ročníku Berlínského filmového festivalu v roce 2020

V roce 2019 se objevila v seriálu Moderní láska společnosti Amazon Prime. Účinkovala ve dvou epizodách první série. Ve stejném roce ztvárnila hlavní roli asistentky Jane v nezávislém dramatickém filmu Asistentka. Film, který režírovala Kitty Green, oslovil současnou kulturu kolem hnutí Me Too. Film měl premiéru na filmovém festivalu v Telluride v roce 2019 s velkým ohlasem kritiků. Garner za svůj výkon získala uznání a také nominaci na Independent Spirit Awards.
Garner v roce 2022 účinkovala v minisérii Neskutečná Anna společnosti Netflix, kde ztvárnila hlavní roli rusko-německé podvodnice Anny Delveyové. Minisérie byla vytvořena americkou producentkou a scenáristkou Shondou Rhimes na základě článku z magazínu New York „How Anna Delvey Tricked New York's Party People“ psaného novinářkou Jessicou Pressler. Premiéra proběhla na Netflixu dne 11. února 2022. Minisérie byla nominována na cenu Emmy v kategorii nejlepší minisérie a Garner byla za výkon nominována v kategorii nejlepší herečka v minisérii nebo televizním filmu.
V roce 2022 byla obsazena do thrilleru Apartment 7A, který je prequelem k filmu Rosemary má děťátko z roku 1968; film měl premiéru v roce 2024. V červnu roku 2022 bylo oznámeno, že dostala nabídku ke ztvárnění zpěvačky Madonny v jejím životopisném filmu Little Sparrow; projekt byl nicméně pozastaven kvůli koncertnímu turné zpěvačky, ale v roce 2024 byla práce na projektu obnovena.
V roce 2023 ztvárnila hlavní roli australském thrilleru The Royal Hotel režisérky Kitty Green.
V dubnu 2024 byla obsazena do role Shalla-Bal / Silver Surfer v připravovaném filmu Fantastická 4: První kroky z franšízy Marvel Cinematic Universe.

## Filmografie

### Film
| Rok  | Název                                     | Role                       | Poznámky             |
| ---- | ----------------------------------------- | -------------------------- | -------------------- |
| 2010 | The Dreamer                               | dívka na chodníku č. 3     | krátkometrážní film  |
| 2010 | One Thousand Cranes                       | Dorian                     | krátkometrážní film  |
| 2011 | Martha Marcy May Marlene                  | Sarah                      |                      |
| 2011 | Our Time                                  | Kaya                       | krátkometrážní film  |
| 2011 | Mac & Cheese                              | Mary Katherine Brown       | krátkometrážní film  |
| 2012 | Elektrické děti                           | Rachel McKnight            |                      |
| 2012 | Charlieho malá tajemství                  | Susan                      |                      |
| 2012 | Not Fade Away                             | dívka v autě               |                      |
| 2013 | Takoví jsme                               | Rose Parker                |                      |
| 2013 | The Last Exorcism Part II                 | Gwen                       |                      |
| 2013 | Vlasatý génius                            | Shauna Holder              |                      |
| 2014 | Get Ready                                 |                            | krátkometrážní video |
| 2014 | Send                                      | dívka                      | krátkometrážní film  |
| 2014 | I Believe in Unicorns                     | Cassidy                    |                      |
| 2014 | Sin City: Ženská, pro kterou bych vraždil | Marcie                     |                      |
| 2015 | Babi                                      | Sage                       |                      |
| 2016 | Šprti na tahu                             | Tinsley                    |                      |
| 2017 | Tomato Red                                | Jamalee Merridew           |                      |
| 2017 | One Percent More Humid                    | Catherine                  |                      |
| 2017 | Everything Beautiful Is Far Away          | Rola                       |                      |
| 2019 | Asistentka                                | Jane                       |                      |
| 2023 | The Royal Hotel                           | Hanna                      |                      |
| 2024 | Apartment 7A                              | Terry Gionoffrio           |                      |
| 2025 | Vlčí muž                                  | Chicken                    |                      |
| 2025 | Fantastická 4: První kroky                | Shalla-Bal / Silver Surfer |                      |
| 2026 | Weapons                                   | Justine Gandy              |                      |

### Televize
| Rok       | Název                        | Role                 | Poznámky                                        |
| --------- | ---------------------------- | -------------------- | ----------------------------------------------- |
| 2015–2018 | Takoví normální Američané    | Kimberly Breland     | vedlejší role, 10 dílů                          |
| 2016      | Girls                        | spolubydlící Charlie | díl: „Panika v Central Parku“                   |
| 2016–2017 | The Get Down                 | Claudia Gunns        | 2 díly                                          |
| 2017–2022 | Ozark                        | Ruth Langmoreová     | hlavní role                                     |
| 2018      | Waco                         | Michelle Jones       | minisérie, 6 dílů                               |
| 2018      | Maniak                       | Ellie Landsberg      | minisérie, 5 dílů                               |
| 2018–2019 | Špinavej John                | Terra Newell         | hlavní role, 5 dílů                             |
| 2019      | Moderní láska                | Maddy                | 2 díly                                          |
| 2022      | Neskutečná Anna              | Anna Delveyová       | hlavní role                                     |
| 2023      | RuPaul's Drag Race           | hostující porotkyně  | díl: „The Crystal Ball: Episode 200“            |
| 2023      | RuPaul's Drag Race: Untucked | sama sebe            | díl: „Untucked – The Crystal Ball: Episode 200“ |

## Ocenění a nominace
| Rok  | Ocenění                                     | Kategorie                                                                         | Nominované dílo | Výsledek  | Ref.   |
| ---- | ------------------------------------------- | --------------------------------------------------------------------------------- | --------------- | --------- | ------ |
| 2019 | Critics' Choice Television Awards           | Nejlepší herečka ve vedlejší roli v dramatickém seriálu                           | Ozark           | nominace  | [ 20 ] |
| 2019 | Gold Derby Television Awards                | Nejlepší herečka ve vedlejší roli v dramatickém seriálu                           | Ozark           | nominace  | [ 21 ] |
| 2019 | Cena Emmy                                   | Nejlepší ženský herecký výkon ve vedlejší roli v dramatickém seriálu              | Ozark           | vítězství | [ 22 ] |
| 2019 | Cena Sdružení filmových a televizních herců | Nejlepší obsazení (drama)                                                         | Ozark           | nominace  | [ 23 ] |
| 2019 | Cena Sdružení filmových a televizních herců | Nejlepší ženský herecký výkon v seriálu (drama)                                   | Ozark           | nominace  | [ 23 ] |
| 2020 | Dorian Television Awards                    | Nejlepší výkon ve vedlejší roli –⁠ herečka                                         | Ozark           | nominace  | [ 24 ] |
| 2020 | Gold Derby Television Awards                | Nejlepší herečka ve vedlejší roli v dramatickém seriálu                           | Ozark           | nominace  | [ 25 ] |
| 2020 | Online Film and Television Association      | Nejlepší herečka ve vedlejší roli v dramatickém seriálu                           | Ozark           | nominace  | [ 26 ] |
| 2020 | Cena Emmy                                   | Nejlepší ženský herecký výkon ve vedlejší roli v dramatickém seriálu              | Ozark           | vítězství | [ 27 ] |
| 2021 | Critics' Choice Television Awards           | Nejlepší herečka ve vedlejší roli v dramatickém seriálu                           | Ozark           | nominace  | [ 28 ] |
| 2021 | Zlatý glóbus                                | Nejlepší ženský herecký výkon ve vedlejší roli v seriálu, minisérii nebo TV filmu | Ozark           | nominace  | [ 29 ] |
| 2021 | Cena Sdružení filmových a televizních herců | Nejlepší obsazení (drama)                                                         | Ozark           | nominace  | [ 30 ] |
| 2021 | Cena Sdružení filmových a televizních herců | Nejlepší ženský herecký výkon v seriálu (drama)                                   | Ozark           | nominace  | [ 30 ] |
| 2022 | Gold Derby Television Awards                | Nejlepší herečka ve vedlejší roli v dramatickém seriálu                           | Ozark           | nominace  | [ 31 ] |
| 2022 | Hollywood Television Critics Association    | Nejlepší herečka ve vedlejší roli ve streamovaném seriálu (drama)                 | Ozark           | nominace  | [ 32 ] |
| 2022 | Cena Emmy                                   | Nejlepší ženský herecký výkon ve vedlejší roli v dramatickém seriálu              | Ozark           | vítězství | [ 33 ] |
| 2022 | Cena Emmy                                   | Nejlepší ženský herecký výkon v hlavní roli v minisérii nebo TV filmu             | Neskutečná Anna | nominace  | [ 34 ] |
| 2023 | Zlatý glóbus                                | Nejlepší ženský herecký výkon v minisérii nebo TV filmu                           | Neskutečná Anna | nominace  | [ 35 ] |
| 2023 | Zlatý glóbus                                | Nejlepší ženský herecký výkon ve vedlejší roli v seriálu, minisérii nebo TV filmu | Ozark           | vítězství | [ 35 ] |
| 2023 | Cena Sdružení filmových a televizních herců | Nejlepší obsazení (drama)                                                         | Ozark           | nominace  | [ 36 ] |
| 2023 | Cena Sdružení filmových a televizních herců | Nejlepší ženský herecký výkon (drama)                                             | Ozark           | nominace  | [ 36 ] |
| 2023 | Cena Sdružení filmových a televizních herců | Nejlepší ženský herecký výkon v minisérii nebo TV filmu                           | Neskutečná Anna | nominace  | [ 36 ] |